# Gemeindehaus der Martinsgemeinde

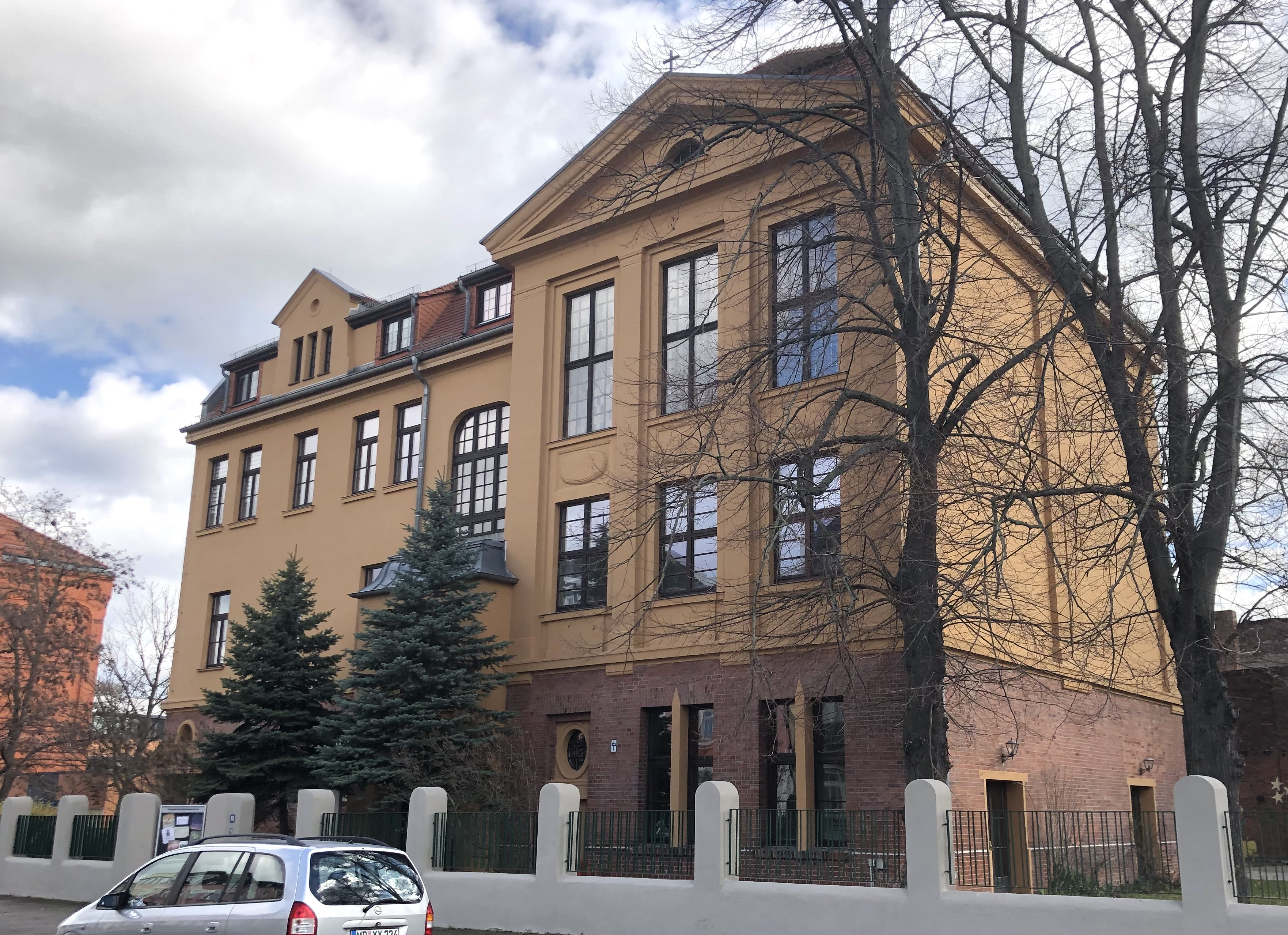
Gemeindehaus der Martinsgemeinde, 2021

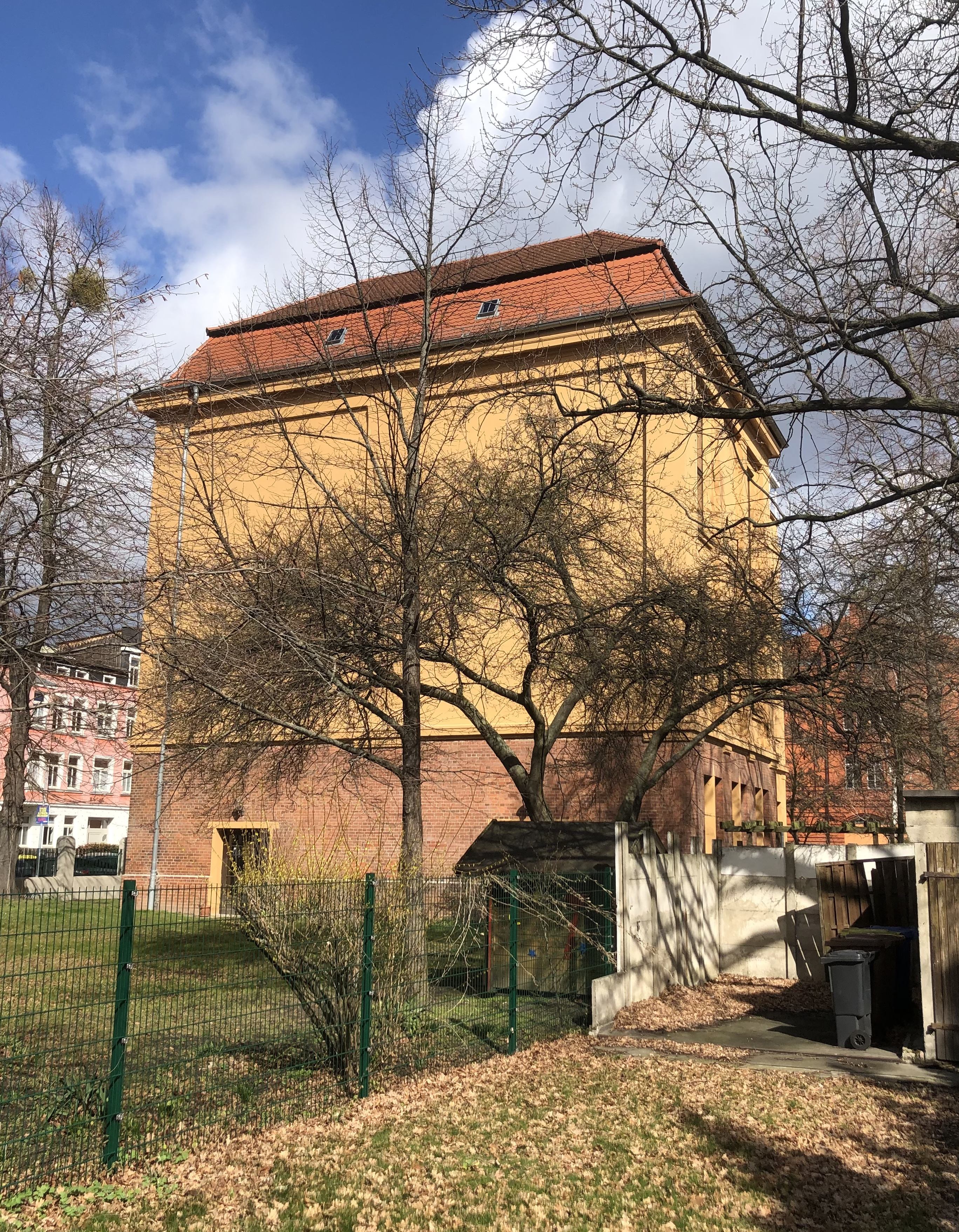
Blick von Südosten

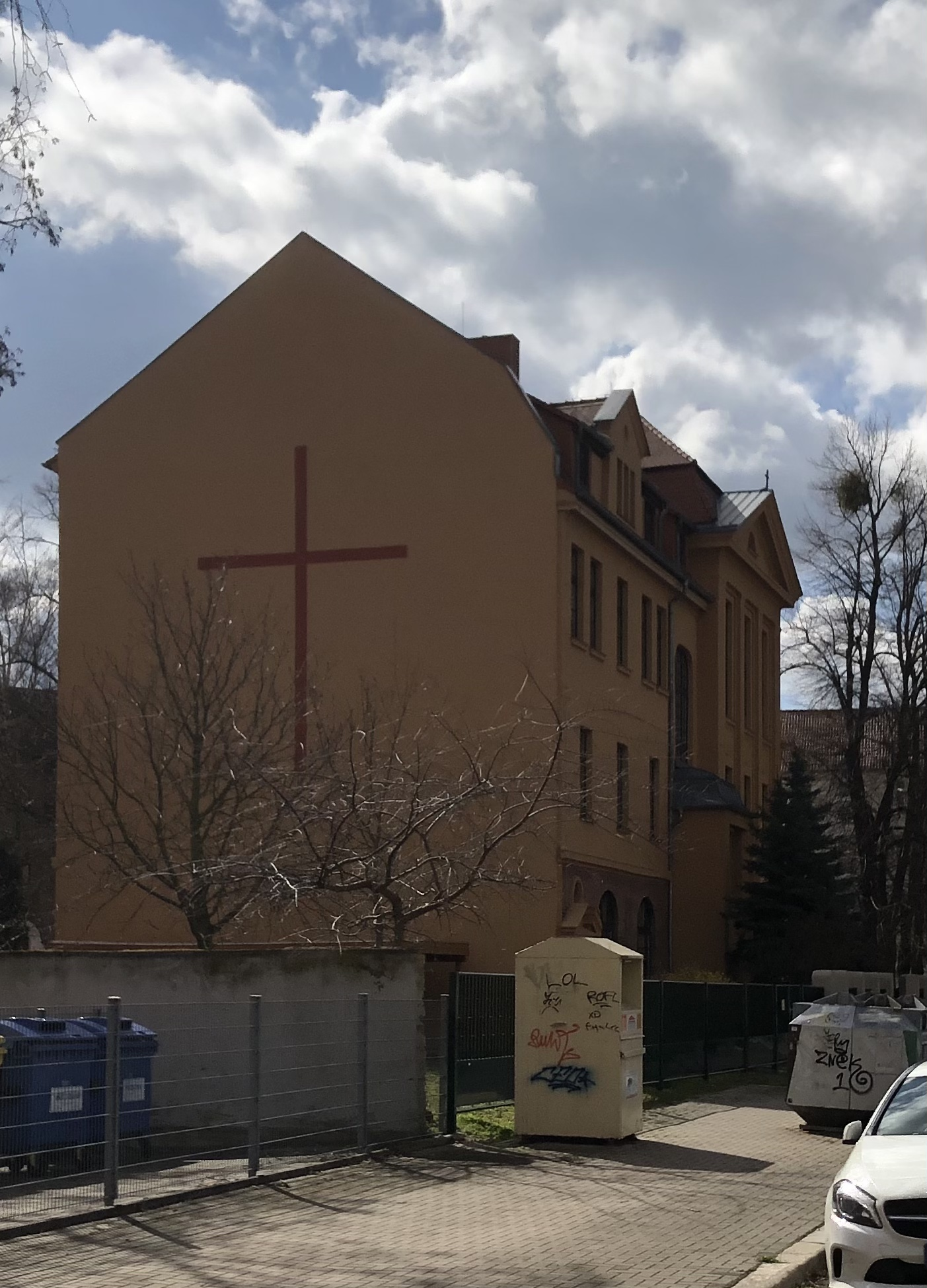
Blick von Nordwesten

Das Gemeindehaus der Martinsgemeinde ist ein denkmalgeschütztes Gemeindehaus in Magdeburg in Sachsen-Anhalt. 
Es wird durch die zum Kirchspiel Altstadt-Martin gehörende Martinsgemeinde des Kirchenkreises Magdeburg der Evangelischen Kirche in Mitteldeutschland genutzt.

## Lage
Es befindet sich auf der Ostseite der Salzwedeler Straße, nördlich des Dräseckeplatzes im Magdeburger Stadtteil Alte Neustadt an der Adresse Salzwedeler Straße 16, 18. Südlich befand sich die im Zweiten Weltkrieg schwer beschädigte und in den 1950er Jahren abgerissene Martinskirche.

## Architektur und Geschichte
Das dreigeschossige Gemeindehaus entstand 1912/13 nach einem Entwurf des Maurermeisters Foerster und gehörte zur damals benachbarten Martinskirche. Die in schlichten Formen des späten Jugendstils gestaltete Fassade des Erdgeschosses ist verklinkert, die oberen Geschosse verputzt. Der Eingangsbereich ist als repräsentativer Portikus gestaltet. Der südliche Teil besteht aus einem flachen, von einem Dreiecksgiebel überspannten Seitenrisalit. Er ist durch kolossale Lisenen gegliedert und wird durch große Fenster geprägt. In diesem Gebäudeteil befindet sich ein Gemeindesaal, der seit der Zerstörung der Kirche für alle Gemeindezwecke genutzt wird. Bedeckt ist der Bau mit einem Mansarddach.
Im örtlichen Denkmalverzeichnis ist das Gemeindehaus unter der Erfassungsnummer 094 81872 als Baudenkmal verzeichnet.